# Staffan Storm
Staffan Storm, född 1964 i Karlskrona, är en svensk kompositör. Han är sedan 2020 ledamot av Kungliga Musikaliska Akademien.

## Biografi
Staffan Storm föddes 1964 i Karlskrona. Han undervisar sedan 1993 på Musikhögskolan i Malmö. Där han bland annat undervisar i musik och samhälle, formlära och komposition. Storm var mellan 2006 och 2011 biträdande prefekt vid musikhögskolan och från 2011 prefekt. 2013 blev han prodekan vid Konstnärliga fakulteten. Han fick 2015 Stiftelsen Saltö tonsättarstipendium på 100000 kronor för sitt orgelverk ’...et lux in tenebris lucet’. Storm valdes 2020 in som ny ledamot av Kungliga Musikaliska Akademien.

## Musikverk
Lista över komponerade musikverk av Staffan Storm.

### Orkesterverk
- Distant fires, för gitarr, stråkorkester och slagverk. Komponerad 2016–2017 och uruppfördes 30 maj 2017 av Alvi Joensen, Musica Vitae och dirigenten Jon Gjesme på Palladium, Malmö. Verket är tillägnat Alvi Joensen.

- The persistence of memory: symphonic music. Komponerad 2018 och uruppfördes 11 april 2019 av Malmö symfoniorkester och Mei-Ann Chen, dirigent på Malmö Live. Verket var beställt av symfoniorkestern.

- Vivaldi Kaleidoscope, för stråkorkester. Komponerad 2019 och uruppfördes 5 maj samma år av Tempo Strings i Palladium, Malmö. Verket är även tillägnat gruppen.

### Kammarmusik
- Unwritten Diary No. 1, för marimba. Komponerad 2012 och uruppfördes 2 juni 2013 av Mikael Bengtsson i Rosenbergsalen, Musikhögskolan i Malmö.

- Psalmi, för violin, cello och orgel. Komponerad 2012 och uruppfördes 26 oktober 2012 av violinisten Marika Fältskog, cellisten Samuli Örnströmer och organisten Anders Johnsson i Sankt Andreas kyrka, Malmö.
  - I. Caeli enarrant gloriam Dei
  - II. Super flumina Babylonis
  - III. Sicut servus desiderat ad fontes aquarum
  - IV. Dixit Dominus
  - V. Magnus Dominus et laudabilis nimis, in civitate Dei nostri

- Unwritten Diary No. 2, för slagverk och harmonium. Komponerad 2012 och uruppfördes 25 november 2012 av slagverkaren Pontus Langendorf och organisten Bengt Tribukait på Drottningholms slottskyrka i Stockholm.

- Lost summers, för gitarr. Komponerad 2013 och uruppfördes 10 juni 2014 av David Härenstam på Karl XV-salen, Musik på slottet, Stockholm.

- Imprints, för cello och piano. Komponerad 2013 och uruppfördes 13 oktober 2013 av cellisten Pia Segerstam och pianisten Christoph Sirodeau på Palladium, Malmö. Verket är även tillägnat till uruppförarna.

- Unwritten Diary No. 3: Variations, för flöjt altblockflöjt, cembalo och piano. Komponerad 2013.

- Unwritten Diary No. 4: Fragments and memories för altsaxofon, marimba och slagverk. Komponerad 2015 och uruppfördes 31 januari 2016 av Duo FriBerg (Per Friman och Joakim Berg) på Skovgårdsalen, Malmö museum.
  - 1. Fragments and memories
  - 2. Resonance I
  - 3. The chase
  - 4. Resonance II
  - 5. Epilogue and erosion

- Three Autumns, för trumpet och piano. Komponerad 2015–2016 och uruppfördes 19 september 2016 av trumpetaren Håkan Hardenberger och pianisten Roland Pöntinen på Wigmore Hall, London. Verket beställdes av Musik i Syd.

- Memories of Raivola, för flöjt och gitarr. Komponerad 2017 och uruppfördes 13 maj 2018 av Peter Fridholm, flöjt och David Härenstam, gitarr på Riddarhuset, Stockholm.

### Orgelverk
- Wortschatten. Komponerad 2018–2019 och uruppfördes 4 maj 2019 av Carl Adam Landström i Sankt Petri kyrka, Malmö. Verket är tillägnad Landström och beställdes av Sveriges Radio P2.

- Winter sonata. Komponerad 2018 och uruppfördes 25 september samma år av Maja Malmström i Helligåndskirken, Köpenhamn. Verket är även tillägnat henne.

### Pianoverk
- Das Gift. Komponerad 1993.

- Remembrance. Komponerad 2015 och uruppfördes 30 oktober av Mikhail Yanovitsky i Rosenbergsalen på Musikhögskolan i Malmö. Verket är tillägnat minnet efter Shepherd Schreiber.

### Sång
- En syn, alt, flöjt och piano. Komponerad 2013 och uruppfördes 25 juni 2014 av Trio enchantée (Mikael Ekholm, Karolina Strand och Eva Lundgren) på Karlskrona konsthall, Karlskrona. Texten är skriven av Britt G Hallqvist och verket är tillgänat Trio enchantée. 
  - 1. En syn
  - 2. Den förstenade
  - 3. Aldrig har jag mött någon ängel

- Hinter des Tages Ende, för mezzosopran och pianokvintett. Komponerad 2014 och uruppfördes 22 november 2014 av mezzosopranen Anna Larsson[vem?], pianisten Francisca Skoogh och Aniarakvartetten i Alfvénsalen, Uppsala. Verket är tillägnat Anna Larsson och texten är skriven av Else Lasker-Schüler.
  - 1. Weltschmerz
  - 2. Die grosse Engel
  - 3. Morituri
  - 4. Intermezzo I
  - 5. Weltschmerz

### Körverk
- Nachtschatten, för blandad köra cappella. Komponerad 2015 och uruppfördes 21 november 2015 av Radiokören och dirigenten Peter Dijkstra i Berwaldhallen, Stockholm. Verket beställdes av Radiokören och tillägnades även dom och dirigenten. Texten är skriven av Selma Meerbaum-Eisinger.
  - 1. Ich möchte leben...
  - 2. Dort ist der Mond...
  - 3. Der Mond ist lichtes Silber...
  - 4. Ein Schatten von einem Baum...

- Vormittag, för blandad kör a cappella. Komponerad 2017 och texten är skriven av Selma Merbaum. Tillägnad Dan-Olof Stenlund.

- Mitten wir im Leben sind, för solister och blandad kör a capella. Texten är skriven av Martin Luther och verket komponerades 2017.

- Nachtregen "Die Dämmerung holt die Sichel aus der Dunkelheit", för blandad kör (SSAATTBB) och viola. Texten är skriven av Else Lasker-Schüler. Komponerad 2018 och uruppfördes 19 oktober samma år av Erik Westbergs Vokalensemble och Kim Hellgren, viola i Eric Ericsonhallen, Stockholm. Verket är tillägnad vokalensemblen och Erik Westberg.
- Ascpets of Snow, för blandad kör a cappella. Uruppförd december 2012 av Musikhögskolans kammarkör, Malmö under ledning av Mats Paulson. Texter av japanska poeter, översatta till engelska.

#### Kör med orkester
- ...within a dream, för fem röster, slagverk och stråkorkester. Komponerad 2014–2015 och uruppfördes 14 mars 2015 av Vokalharmonin, Musica Vitae och dirigenten Fredrik Malmberg på Gibson Auditorium i Tingsryd.
  - 1. Vitae summa brevis spem nos vetat incohare longam. Text av Ernest Dowson.
  - 2. Autumn twilight. Text av Arthur Symons.
  - 3. A Winter's night. Text av Arthur Symons.
  - 4. Moritura. Text av Ernest Dowson.
  - 5. On an air of Rameau. Text av Arthur Symons.
  - 6. Venice. Text av Arthur Symons.
  - 7. A last word. Text av Ernest Dowson.

- Klangernas öga, för blandad kör och orkester. Komponerad 2014 och uruppfördes 15 november 2014 av Malmökören -64 och dirigenten Niclas Jonsson på Palladium i Malmö. Texten är skriven av Göran Sonnevi.

- ...och Skånes somrar ila, för blandad kör och orkester. Komponerad 2014 och uruppfördes 5 juni samma år av Malmö Akademiska kör och orkester under dirigenten Daniel Hanssons ledning i Svedala kyrka. Vilka även verket tillägnade.
  - 1. Sång från havet. Text av Rainer Maria Rilke, som översatts av Anders Österling.
  - 2. Din trädgård. Text av Anders Österling.
  - 3. På reveln. Text av Anders Österling.
  - 4. Ales stenar. Text av Anders Österling.

- Und wenn die Welt voll Teufel wär' ..., för solister, kör och orkester. Komponerad 2017 och texten är skriven av Martin Luther. Verket uruppfördes 23 oktober 2017  av S:t Andreas kyrkokör, solister och orkester under ledning av Anders Johnsson i Sankt Andreas kyrka, Malmö. Verket är tillägnat Anders Johnsson, S:t Andreas kyrkokör, Maja Malmström och Kirsebergs sångensemble.

## Priser och utmärkelser
- 2021 - Christ Johnson-prisen (stora priset)[6]
- 2025 - Musikföreningens i Stockholm körtonsättarstipendium